# Anguispira alternata
Anguispira alternata är en snäckart som först beskrevs av Thomas Say 1816.  Anguispira alternata ingår i släktet Anguispira och familjen Discidae. Inga underarter finns listade i Catalogue of Life.

## Bildgalleri

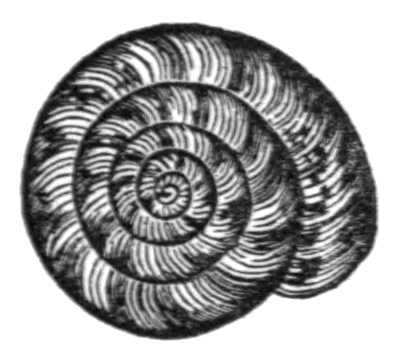
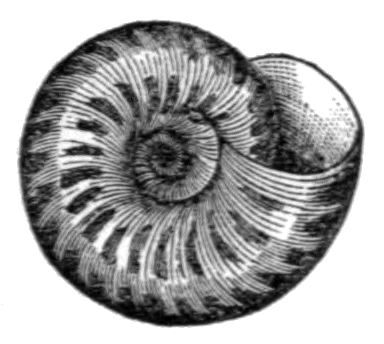